# Désert des Chartreux
Pour les articles homonymes, voir Désert (homonymie).

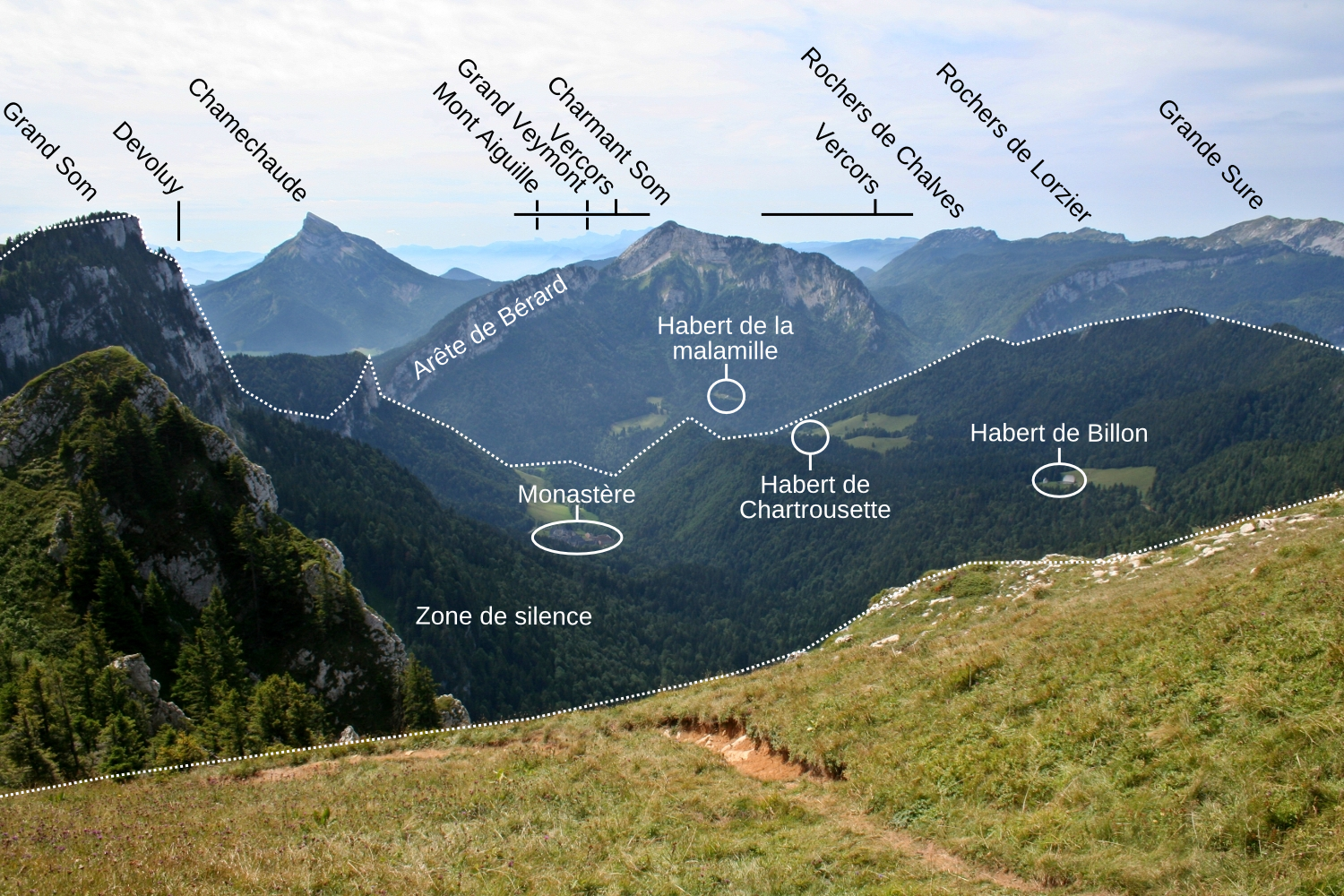
Zone de silence autour du monastère de la Grande Chartreuse

Le désert des Chartreux est un espace réservé, délimité autour des monastères de l'ordre des Chartreux, afin de garantir aux Pères vivants au sein du monastère une zone de silence.
Selon la tradition cartusienne, ce désert et cette zone de silence ont été définis dés de la création Grande Chartreuse, maison-mère de l'ordre cartusien, établi par Saint Bruno, fondateur de l'Ordre et qui désirait se retirer dans un lieu retiré. Ce désert qui marque la solitude et le silence de ces moines correspond également à leur mode de vie retiré dans leurs cellules.

## Objet
L'ordre des Chartreux, organisés en multiples monastères, tout d'abord en France, puis en Europe, fait aménager des zones dénommées « déserts » autour de leurs domaines. Ceux-ci sont des espaces réservés, dotés de limites qui constituent la seule véritable clôture, au-delà de celle de la cellule occupée par le moine.
Le « désert », une des caractéristiques de leur organisation primitive lors de la création du monastère de la Grande-Chartreuse. Le projet de Saint Bruno et de ses compagnons se basait sur la spiritualité du désert, c'est-à-dire « tout quitter afin de vivre dans la solitude pour Dieu seul. » Ces moines désiraient la solitude afin de favoriser la prière et une rencontre seul à seul avec Dieu ainsi que, selon leur volonté, l’authenticité et l’humilité.

## Description

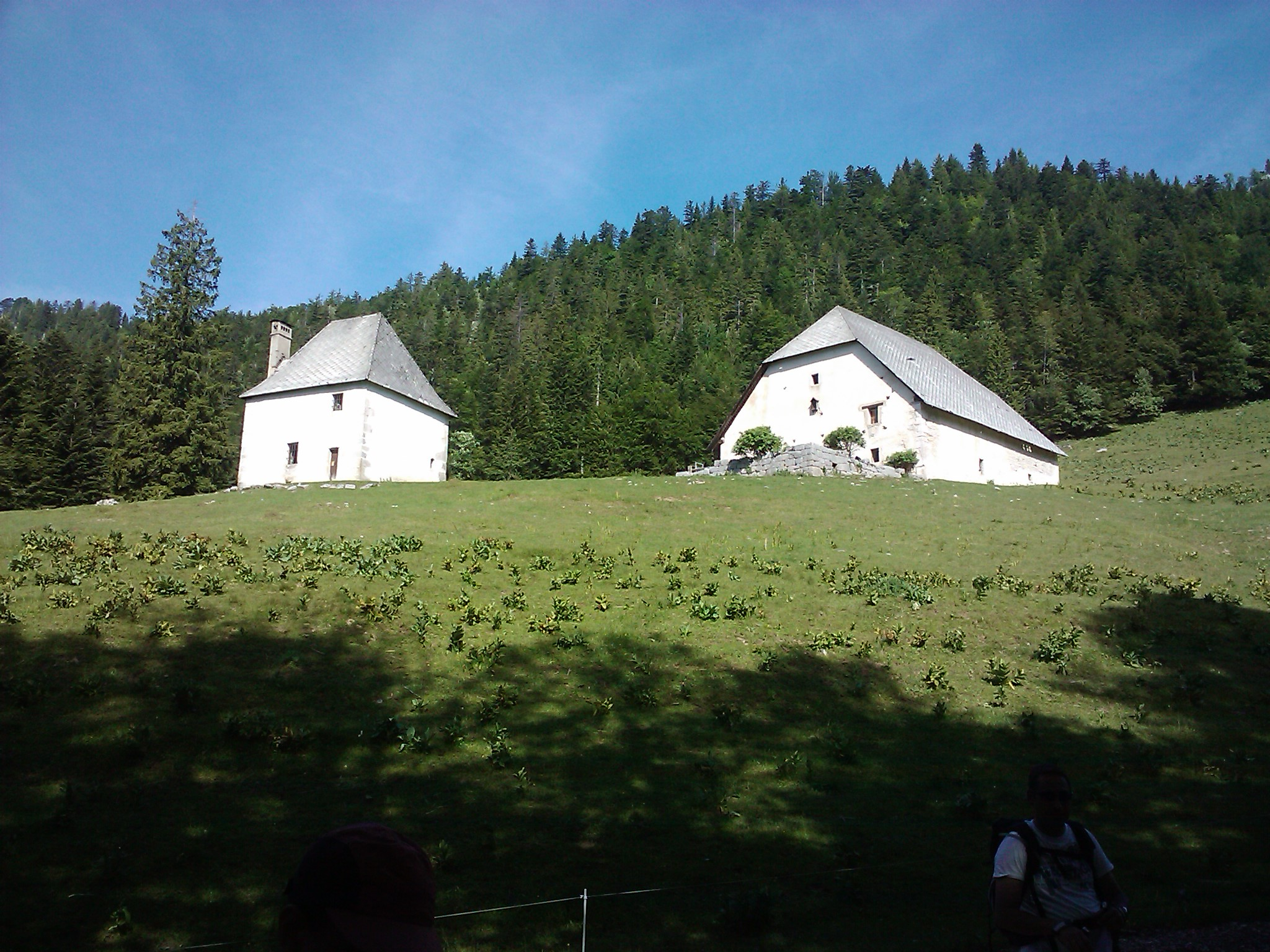
Habert de Billon

Le désert de la Grande Chartreuse entoure l'ensemble du monastère actuel. Il est constitué d'espaces sauvages, de forêts, de fontaines et de ruisseaux mais aussi de prés, de prairies ainsi que de petites maisons d'habitation dénommées « habert » (souvent longées par des granges-étables) où les moines chartreux fabriquaient du fromage.
Les haberts de Billon, des Roches, de Corde (en ruine), d’Arpison et de Chartroussette sont encore visibles sur un sentier découverte. Le site est interdit à tout véhicule et le silence y est toujours de rigueur. Un panneau confirme l'existence de cette « zone de silence » et un autre rappelle aux promeneurs que: « Les moines qui ont consacré leur vie à Dieu vous remercient de respecter leur solitude dans laquelle ils prient et s’offrent en silence pour vous. »
Le site du désert abrite également de très vieux arbres, remarquables par leurs dimensions, et dénommés Série Artistique, par décret impérial de 1857,.
Selon le livre La Grande Chartreuse, au-delà du silence de Chantal Spillmaecker, le désert de la Grande Chartreuse s'étendait du Col du Fret au nord-est, jusqu'au col de la Charmette au sud. Ce désert englobe la Chartreuse de Currière. L'ouvrage indique également qu'à compter du XIII, « le désert a bénéficié d'une reconnaissance effective de la part des autorités politiques majeures », tel que le roi de France

## Évocation

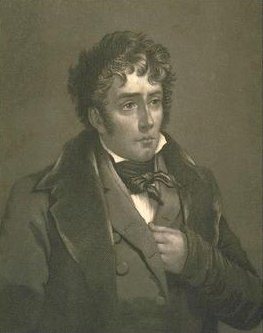
François-René de Chateaubriand

Dans son roman autobiographique, intitulé Mémoires d'outre-tombe, François-René de Chateaubriand évoque le désert des Chartreux, lui permettant d'évoquer ses terres familiales du château de Combourg :
« Si la tristesse était grande sur les bruyères de Combourg, elle était encore plus grande au château : on éprouvait, en pénétrant sous ses voûtes, la même sensation qu’en entrant à la chartreuse de Grenoble. Lorsque je visitai celle-ci en 1805, je traversai un désert, lequel allait toujours croissant ; je crus qu’il se terminerait au monastère ; mais on me montra, dans les murs mêmes du couvent, les jardins des Chartreux encore plus abandonnés que les bois. Enfin, au centre du monument, je trouvai, enveloppé dans les replis de toutes ces solitudes, l’ancien cimetière des cénobites ; sanctuaire d’où le silence éternel, divinité du lieu, étendait sa puissance sur les montagnes et dans les forêts d’alentour. »

### Documents
- Article publié dans Études 2007/7-8 (Tome 407), pages 63 à 74 : Silence et solitude Une vie de Chartreux

### Documentaire radiophonique
- Document RTS de mars 2022, émission La belle échappée : Monastère de la Grande Chartreuse, à la recherche du silence perdu

### Documentaire vidéo
- Un Désert au Cœur du Monde, film réalisé par Nadège Druzkowsk

### Exposition
- Chartreuses - Dans le silence et la solitude, Musée de l'Ancien Évêché, Grenoble  jusqu'au 28 février 2023